# Фридрих II (Харцгау)
Вижте пояснителната страница за други личности с името Фридрих II.
Фридрих II (на немски: Friedrich II; † 945) e граф в Харцгау и Швабенгау в региона на Херцогство Саксония от 937 до 945 г.
Той е единственият син на Фридрих I, граф в Харцгау (през 875/880), и съпругата му Биа († сл. 937), дъщеря на граф Рикдаг и Емхилде. Баща му е брат на граф Адалгар, граф в Лизгау (875/880 – 889).

## Деца
- Фридрих III († юли 1002/ 15 март 1003), граф в Харцгау и Нордтюринггау (961 – 1002) и пфалцграф на Саксония (995 – 1002).
- Фолкмар I († пр. 961), граф в Харцгау, Швабенгау и вероятно прародител на род Ветини
- Рикберт II († 945), граф в Харцгау
- Унего
- Фолкмар († 18 юли 969) е архиепископ на Кьолн (965 – 969)
- дъщеря, омъжена за граф Деди II фон Хасегау († 13 юли 982)